# Port lotniczy Garachine
Port lotniczy Garachiné – jeden z panamskich portów lotniczych, zlokalizowany w mieście Garachiné.